# 蓋恩斯維爾 (紐約州村)
蓋恩斯維爾（英語：Gainesville）是位於美國紐約州懷俄明縣的村。

## 人口
根據2020年美國人口普查的數據，蓋恩斯維爾的面積為2.22平方千米，皆為陸地。當地共有人口211人，而人口密度為每平方千米95人。